# Batalha de San Patricio
Batalha de San Patricio foi travada em 27 de fevereiro de 1836 entre o Exército Mexicano e os rebeldes do estado mexicano do Texas, durante a Revolução do Texas. A batalha ocorreu como resultado do crescimento da expedição texana a Matamoros e marcou o início da Campanha Goliad, a ofensiva mexicana para retomar a costa do Golfo do Texas. O conflito aconteceu dentro e ao redor de San Patricio.
No final de 1835, todas as tropas mexicanas foram expulsas do Texas. Frank W. Johnson, o comandante do exército voluntário no Texas, e James Grant reuniram voluntários para uma invasão planejada da cidade portuária mexicana de Matamoros. Em fevereiro de 1836, Johnson e cerca de 40 homens conduziram uma manada de cavalos para San Patricio em preparação para a expedição. Johnson designou algumas de suas tropas para um rancho a 4 milhas (6,4 km) fora da cidade para guardar os cavalos, enquanto o resto de seus homens guarneciam em três locais diferentes na cidade.
Sem o conhecimento dos texanos, em 18 de fevereiro, o general mexicano José de Urrea liderou um grande contingente de tropas de Matamoros para o Texas. Seu objetivo era neutralizar os soldados texanos reunidos ao longo da costa. Os homens de Urrea seguiram facilmente a trilha deixada pela manada de cavalos de Johnson. Soldados mexicanos surpreenderam os texanos adormecidos em San Patricio nas primeiras horas de 27 de fevereiro. Após uma batalha de quinze minutos, todos, exceto seis texanos, foram mortos ou presos. Um soldado mexicano foi morto e quatro feridos.

## Antecedentes
Sob o presidente Antonio López de Santa Anna, o governo mexicano começou a mudar de um modelo federalista para um governo mais centralizado. As políticas cada vez mais ditatoriais de Santa Anna, incluindo a revogação da Constituição de 1824 no início de 1835, incitaram federalistas em todo o país à revolta. O Exército mexicano rapidamente reprimiu as revoltas no interior mexicano, incluindo uma repressão brutal das milícias em Oaxaca e Zacatecas. A agitação continuou no estado de Coahuila y Tejas, no nordeste do México. A área que fazia fronteira com os Estados Unidos, conhecida como Texas, era habitada principalmente por colonos de língua inglesa, conhecidos como texanos. Em outubro, os texanos pegaram em armas no que ficou conhecido como a Revolução do Texas. No mês seguinte, os texanos se declararam parte de um estado independente de Coahuila e criaram um governo estadual provisório com base nos princípios da Constituição de 1824. No final do ano, todas as tropas mexicanas foram expulsas do Texas.
Os principais federalistas do México defenderam um plano para atacar as tropas centralistas em Matamoros. Os membros do Conselho Geral, o órgão governante interino do Texas, ficaram encantados com a ideia de uma Expedição Matamoros. Eles esperavam que isso inspirasse outros estados federalistas a se revoltar e impedir que as entediadas tropas texanas desertassem do exército. Mais importante ainda, moveria a zona de guerra para fora do Texas. O Conselho aprovou oficialmente o plano em 25 de dezembro e em 30 de dezembro Frank W. Johnson, comandante do exército voluntário, e seu assessor James Grant levaram a maior parte do exército e quase todos os suprimentos para Goliad para se preparar para a expedição.
Determinado a reprimir a rebelião, Santa Anna começou a reunir uma grande força para restaurar a ordem; no final de 1835, seu exército contava com 6019 soldados. No final de dezembro, a seu pedido, o Congresso aprovou o Decreto Tornel, declarando que quaisquer estrangeiros que lutassem contra as tropas mexicanas "serão considerados piratas e tratados como tal, sendo cidadãos de nenhuma nação atualmente em guerra com a República e lutando sob uma bandeira não reconhecida". No início do século XIX, os piratas capturados eram executados imediatamente. A resolução, portanto, deu permissão ao Exército mexicano para não fazer prisioneiros na guerra contra os texanos. Santa Anna conduziu pessoalmente a maior parte de suas tropas para o interior, para San Antonio de Béxar, e ordenou que o general José de Urrea liderasse 550 soldados ao longo da Estrada Atascocita em direção a Goliad. Os esforços de Urrea para reprimir a rebelião ao longo da costa do Golfo do Texas tornaram-se conhecidos como a Campanha Goliad.

## Prelúdio
O governo provisório do Texas nomeou Sam Houston o comandante de um novo exército regular no Texas, mas sem autoridade sobre os voluntários que se reportavam a Johnson. O governador provisório Henry Smith se opôs à Expedição Matamoros e ordenou que Houston encontrasse uma maneira de dispersá-la. Em um discurso empolgante para os voluntários, Houston dissuadiu a maior parte dos homens de continuar sua missão. Muitos deixaram o exército, enquanto outros se juntaram às tropas estacionadas sob o segundo em comando de Houston, James Fannin, no Presídio La Bahia em Goliad. No final de janeiro de 1836, apenas 70 homens permaneceram com Johnson e Grant. A maioria desses voluntários eram americanos ou europeus que chegaram ao Texas depois que a Revolução do Texas começou.
Urrea chegou a Matamoros em 31 de janeiro. Federalista convicto, ele logo convenceu outros federalistas na área de que o objetivo final dos texanos era a secessão, e sua tentativa de desencadear uma revolta federalista em Matamoros foi apenas um método para desviar a atenção de si mesmos. A força de Urrea entrou no Texas em 18 de fevereiro. Enquanto isso, os agentes duplos mexicanos continuaram a assegurar a Johnson e Grant que eles seriam capazes de tomar Matamoros facilmente. Apesar de ouvir rumores de que o exército mexicano estava se aproximando, Grant e Johnson escolheram levar seus homens ao sul do rio Nueces, em território pertencente ao estado de Tamaulipas, para procurar cavalos para comprar, roubar ou tomar de outra forma. Por volta de 21 de fevereiro, Johnson e parte do grupo começaram a conduzir cerca de 100 cavalos de volta ao Texas. O resto dos homens permaneceu com Grant, aparentemente para procurar mais cavalos. Na verdade, ele estava tentando se encontrar com seus aliados perto de Matamoros para determinar se os federalistas ainda estavam dispostos a se rebelar contra o exército mexicano.
Os homens de Johnson chegaram em 24 de fevereiro em San Patricio, um assentamento irlandês cerca de 160 km ao norte de Matamoros. Muitos dos residentes de San Patricio eram centralistas, leais ao governo mexicano. Johnson enviou doze homens para proteger os cavalos no rancho de Julian de la Garza, a cerca de 4 milhas (6,4 km) fora da cidade, enquanto o resto ficava guarnecido em San Patricio. O tempo estava gélido e as roupas dos homens estavam surradas. Confiante de que Grant o alertaria se tropas mexicanas estivessem na área, Johnson optou por não nomear sentinelas, permitindo que todos os homens se abrigassem.
As tropas mexicanas seguiram facilmente a trilha deixada pelo rebanho de Johnson. Em 25 de fevereiro, Urrea liderou 100 dragões e 100 infantaria para encurralar os texanos. Por volta das 22h, os batedores relataram que tropas texanas haviam sido estabelecidas em San Patricio. Os soldados mexicanos continuaram marchando na noite fria; seis dos soldados morreram devido à exposição ao frio.

## Batalha
Urrea instruiu três oficiais a irem a San Patricio vestidos de civis e avisar aos centralistas que o exército mexicano se aproximava. Em um esforço para reduzir vítimas e danos materiais, os centralistas foram solicitados a declarar sua lealdade deixando lanternas acesas em suas janelas. Os moradores também deram aos oficiais informações precisas sobre os edifícios que abrigavam soldados texanos. Urrea enviou 30 homens sob o comando do capitão Rafael Pretalia ao rancho de la Garza para surpreender os texanos acampados ali. Às 3:30 da manhã de 26 de fevereiro, os soldados mexicanos restantes entraram em San Patricio.
Um grupo de texanos se rendeu imediatamente quando acordou e se viu cercado por tropas mexicanas. Quando outro grupo de texanos foi solicitado a se render, eles abriram fogo, matando um oficial mexicano e ferindo dois outros soldados. Determinados a evitar mais baixas, os dragões mexicanos se prepararam para colocar fogo na casa para forçar os texanos a sair. Neste ponto, vários texanos disseram que estavam se rendendo. Ao saírem de casa, foram baleados ou lancetados.
Por acaso, Johnson e três de seus homens, o tenente Daniel Toler e os sargentos Love e Miller, ainda estavam acordados e discutindo táticas. As tropas mexicanas haviam sido informadas de que a casa onde Johnson estava alojado era um de seus alvos, mas uma lâmpada acesa na janela, sinalizando que esta era a casa de um legalista. Por precaução, um grupo de soldados bateu na porta. Antes que os texanos pudessem abrir a porta, eles ouviram o tiroteio vindo da praça da cidade. Toler olhou pela janela e viu soldados uniformizados na varanda. Sem abrir a porta, ele disse aos soldados, em espanhol, que não havia tropas ali, mas abriria a porta momentaneamente. A luta avançou para a rua e os soldados que guardavam a porta dos fundos da casa correram para a frente. Johnson, Toler, Love e Miller correram pela porta dos fundos e escaparam.
No rancho de la Garza, os texanos se revezavam em sentinelas. No frio, todas as sentinelas adormeceram. Os soldados de Pretalia abriram fogo contra os homens adormecidos, ferindo dois texanos. Na luta subsequente, quatro texanos morreram, oito homens (três americanos e cinco tejanos, texanos de etnia mexicana) foram feitos prisioneiros e vários escaparam.
A luta terminou em quinze minutos.

## Rescaldo
Seis texanos escaparam: Johnson, Toler, Miller, Love e John F. Beck. Eles seguiram a pé até Refugio, onde enviaram um mensageiro a Fannin em Goliad, 121 km ao norte, para informá-lo que o exército de Urrea estava próximo. Os sobreviventes chegaram a Goliad em 29 de fevereiro. Depois de preencher um relatório oficial sobre a batalha, Johnson, Toler e Love deixaram o exército e foram para San Felipe. Os sobreviventes restantes se juntaram às tropas de Fannin e mais tarde seriam mortos no Massacre de Goliad.
Onze texanos foram mortos imediatamente, cinco sofreram ferimentos mortais e outros vinte e um foram feitos prisioneiros. Seis homens locais também foram presos por ajudar na rebelião. Alguns historiadores relatam que a maioria foi executada imediatamente na praça da cidade. De acordo com relatos de Johnson e outro texano, Urrea interrogou vários dos prisioneiros e houve relatos de que os homens foram torturados. Em 72 horas, todos os prisioneiros estavam mortos. Um soldado mexicano foi morto e quatro ficaram feridos.
Os registros oficiais de Urrea afirmam que a batalha foi travada no Forte Lipantitlán, do outro lado do rio Nueces. Os relatos texanos são consistentes de que os combates ocorreram na cidade e no rancho de la Garza. Enquanto Urrea esperava por reforços antes de iniciar sua marcha em direção a Goliad, seu grupo avançado procurou Grant e os texanos restantes. Depois de saber do paradeiro de Grant por espiões locais, em 2 de março, dragões mexicanos emboscaram os texanos na batalha de Agua Dulce Creek.